# Teodor Soretić
Teodor vitez Soretić (Sarajevo, 23. srpnja 1858. – Maribor, 1. veljače 1933.) bio je hrvatski general austrougarske vojske i posljednji ratni zapovjednik 42. domobranske divizije.

## Životopis

### Vojna karijera
Rođen je kao sin Franje Soretića od Paule, austrijskog diplomata u Sarajevu. Nakon završetka Terezijanske vojne akademije pohađao je od 1877. vojnu akademiju u Bečkom Novom Mjestu. 1880. kao poručnik dodijeljen je 29. pješačkoj pukovniji, a nakon završetka Ratne škole 1886. služio je pri Glavnom stožeru, a potom u Banjoj Luci i Sarajevu. 1891. služio je pri kartografiranju i premjeri Transilvanije, a potom pri 86. pukovniji kao satnik (promaknut 1892.). 1901. postao je upravitelj niže vojne realke u Košicama. 1904. promaknut je u bojnika, a tri godine kasnije u zapovjednika bojne (bataljuna). Zbog svog poznavanja Istoka, premješten je 1912. kao pukovnik na dužnost zamjenika zapovjednika oružništva u BiH.

### Prvi svjetski rat
U listopadu 1914. preuzeo je zapovjedništvo nad 12. gorskom brigadom, kojom ja zapovijedao u prvoj srbijanskoj kampanji. U travnju 1915. postaje zapovjednik oružništva u BiH te je značajno pridonio očuvanju mira i sigurnosti. Zbog toga je imenovan general-bojnikom te je u kolovozu 1916. zapovijedao 1. pučko-ustaškom pješačkom brigadom, koju je vodio protiv Rusije u Galiciji, a od studenog 1916. na Soči protiv Italije. Ubrzo nakon toga imenovan je zapovjednikom 63. pješačke divizije u Gorici, a potom u Tirolu. Proglašen je podmaršalom 7. lipnja 1918. U lipnju postaje zapovjednikom hrvatske 42. domobranske divizije, koju vodi u bitkama na Soči i kod Sedam zajednica (Sette Comuni). Između ostalog, odlikovan je i viteškim križem Reda Leopolda. 

## Nasljeđe
Iza sebe je ostavio ratne zapise-dnevnike, vrijednu građu za proučavanje hrvatskog sudjelovanja u Prvom svjetskom ratu.